# Serge Chamchinov
 (janvier 2025).
Serge Chamchinov est un artiste-auteur, plasticien, né le 26 février 1967.

## Biographie
Serge Chamchinov est l'arrière-petit-fils du peintre arménien Arutyun Chamchinian(en arménien: Շամշինյան, en russe: Шамшинов).
Il fait des études universitaires d’ingénieur chimiste (chimie analytique). À 22 ans, il change de cap et se tourne vers la littérature et les beaux-arts. Il réalise ses premiers travaux plastiques.Il se lance dans la conception de livres d'artiste. Possédant presque tout arsenal des méthodes modernes de création du livre, il utilise différentes techniques (aquarelle, encre de Chine, lavis libre, collage, mine de plombe, xylographie), innovant sans cesse. Ses livres correspondent, par leur principe, à l'art conceptuel, l'art concret et l'art minimal.
Dissident viscéral, l'artiste Serge Chamchinov émigre en France de la Russie en 1999. Il s’installe en Basse-Normandie, à Dives-sur-Mer, où il crée, sept ans plus tard, l’association des artistes du livre et des poètes, Artlibris. Il est l’organisateur de la Biennale internationale des livres d’artistes Biblioparnasse (quatre éditions à Dives-sur-Mer, 2007, 2009, 2011, 2013), aussi que du 1er Salon du livre d'artiste d'aujourd'hui à Paris (galerie Keller), 2008. L'initiateur de la création du Fonds des livres d'artiste d'Artlibris, il y a fait un don d'un de ses livres de gravures Géométrie de l'esprit: Blaise Pascal. Avec son épouse, artiste et poète Anne Arc, il a réuni autour de Biblioparnasse une centaine des artistes du livre de différents pays : France, Allemagne, Belgique, Pays-Bas, Italie, Espagne, Autriche, Suisse, Grande-Bretagne, Russie, Géorgie... Parmi eux : Alain de la Bourdonnaye, Alain Bar, Barbara Beisinghoff, Jean-Jacques Sergent, José San Martin,Max Marek, Dietrich Lusici, Nicolaus Werner, Hermann Rapp, Isabella Ciaffi, Marja Scholtens... Il devient un des initiateurs du mouvement artistique international Sphinx blanc, qui a pour objectif principal de promouvoir le livre d’artiste comme genre d’art plastique ultra-contemporain.
Docteur ès Lettres de l’université Paris-8 (où il soutient sa thèse sur Henri Michaux : "signes", "gestes", "mouvements" en décembre 2006), il a participé au travail de recherche sur la « genèse des formes » à l’Institut des textes et manuscrits modernes et publie des articles critiques sur le phénomène du livre d’artiste, et sur Henri Michaux,.
Il collabore souvent avec des poètes contemporains, entre autres : Anne Arc, Claude Ber, Louise Dupré, Andreas Hegewald, Koulizh Kedez, Jacques Kober, Werner Lambersy, Daniel Leuwers, Max Marek, Philippe Mathy, Nicola Muschitiello, Yves Namur, Yves Peyré, René Pons, Marc Quaghebeur, Pierre Schroven, Siegfried Sonner, Jean-Luc Wauthier. Pour les livres avec les textes imprimés, Serge Chamchinov utilise les encres à pigments de carbone qui ne se dégradent pas dans le temps. La stabilité des impressions est celle de la durée de vie du papier.
Cofondateur, avec Anne Arc, des projets Laboratoire du livre d'artiste, Ligature et Le plus petit Musée du livre, il participe à de nombreux salons professionnels internationaux et expositions (Allemagne, Belgique, France, Espagne, Italie).
Les œuvres de Serge Chamchinov sont consultables dans un grand nombre de collections spécialisées (ca. 150 Musées, Bibliothèques et Archives ). Parmi eux : la bibliothèque Forney à Paris, la Bibliothèque Sainte-Geneviève à Paris, la Bibliotheca Wittockiana au musée de l'Art du Livre et de la Réliure à Bruxelles, les Archives et musée de la littérature à Bruxelles (AML), le Zentrum Paul Klee à Berne, la Bibliothèque de la bourgeoisie de Berne, la Zentral- und LandesBibliothek à Berlin, la Herzog August Bibliothek à Wolfenbüttel. Ses livres d'artiste se trouvent également dans les fonds nationaux des livres rares et précieux de la Bibliothèque nationale de France, de la Bibliothèque royale des Pays-Bas, de la Bibliothèque nationale de Luxembourg, de la Bibliothèque royale de Belgique, du Musée royal de Mariemont à Morlanwelz, de la MoMA-Library in The Museum of Modern Art à New-York, de la Bibliothèque nationale d'Autriche, de la Bibliothèque nationale allemande (Leipzig), de la Bibliothèque nationale suisse, du musée des Beaux-Arts Pouchkine (Moscou), de la Bibliothèque et Archives nationales du Québec (BAnQ).
La première exposition personnelle importante s'est déroulée à la Bibliothèque de Herzog August (Herzog-August-Bibliothek), cabinet des livres d’artistes, Wolfenbüttel, 2009. En 2016, il effectue la performance artistique à Niort, « L'Alpha et l'Oméga », où il propose la conception d'une « figure de collection » pour le livre d'artiste d'aujourd'hui.

## Œuvres (sélection)[28]
- Dix Rois graphiques, 2001, livre peint, dix dessins originaux, encre de Chine et fusain, légendes manuscrites au crayon, 3 variantes[29].
- Âmes sauvages, 2003, livre peint, aquarelles, légendes autographes au crayon, sept variantes. (de)Wilde Seelen[30]
- Dessins secrets/ Paysages frottés, 2003, livre peint, leporello, fusain. Poème de Marc Quaghebeur, 2 variantes[31].
- Faust de Goethe entre le blanc et le noir, 2003[32],
- Fossiles-Animaux-Valises, 2006, livre-paradigme, textes bilingues accompagnés par les encres de Chine, tirage 12 exemplaires, dont 6 en français-allemand Fossile Komposittiere (traduction d’Anne Arc)[33]. / Fossile Komposittiere, 2003-2006)
- Par les pas de danse, 2006, leporello, encre de Chine, sans texte, 3 variantes[34]
- Cadence, 2006, livre peint, leporello, encre de Chine et collage. Texte d’Anne Arc, fac-similé, exemplaire unique[35].
- Arthur Rimbaud/ Le Bateau ivre, 2006, livre peint, série « Livre - poème », conception « poésie visuelle », gouaches. Poème d’Arthur Rimbaud: texte intégral imprimé, jeu typographique, 4 variantes[36].
- Traité de la musique, 2006, livre peint, leporello, conception « partition moderne », collage et encre de Chine, sans texte, exemplaire unique[37].
- Rotrouenge des biens aimés (Éditions « Transignum »), 2006, conception « poésie visuelle », texte et dessin en fac-similé, jeu typographique. Poème de Claude Ber, traduction en russe d’Anne Arc, tirage 12 exemplaires[38].
- (de) Steine, poème de Siegfried Sonner[39]
- Ténèbres / Quatre Vents, 2008, leporello, recto-verso, aquarelle, collage. Texte d’Anne Arc[40].
- Géométrie de l’esprit : Blaise Pascal, 2008, livre d’estampes, en feuilles, type « dossier », pensées de Blaise Pascal linogravées, texte imprimé, 25 exemplaires[41].
- Piège pour le rouge : Pour la théorie des couleurs[42], livre peint, leporello, trois peintures, technique mixte, trois poèmes, jeu scriptural.
- Constellation, Lettre no 1864/1901 (Hommage à Henri de Toulouse-Lautrec), 2009, livre peint, aquarelle, sans texte, sceau de cire[43].
- François Rabelais : La Dive Bouteille, 2009, plaquette, texte de François Rabelais, poème signé A.R.C., tirage 199 exemplaires dont 99 avec linogravure originale[44]
- Hector Berlioz : La Damnation de Faust, encre de Chine et pastel, texte manuscrit Chanson de la Puce, 8 folios, exemplaire unique.
- À l’angle, collection "Regards", album d'artiste avec neuf pastels, accompagné par le texte autographe de Claude Ber, édition dans la collection "Le plus petit Musée du livre", 2012 .
- La Lune d'Icare, 2011, livre peint, leporello, exemplaire unique (hommage à Henri Michaux et à René Magritte)[45]

## Laboratoire du livre d'artiste (LLA)
Cette collection a été fondée par l'artiste Serge Chamchinov en 2008. Elle est constituée de sept branches des séries : "Format carré", "Fête des Fous", "Livre vertical", "Cahier d’artiste", "Symposium", "Sphinx blanc", "Bauhaus-XXI". La série principale, "Format carré", comporte à ce jour 31 volumes, la plupart desquels sont consultables dans un grand nombre musées et bibliothèques en Europe et en Amérique. Le Laboratoire du livre d'artiste a été présenté lors du colloque international à Cambridge, dans le cadre du programme national français ANR LEC à la Bibliothèque littéraire Jacques Doucet, et exposé ensuite, pour la première fois dans son intégralité, dans le Musée de la Reliure et des Arts du Livre, bibliothèque Wittockiana (reconnu par la Fédération Wallonie-Bruxelles en tant que musée de catégorie B), à Bruxelles. En avril 2014, l'entière série des ouvrages formant la collection du Laboratoire du livre d'artiste (Format carré) rentre officiellement au Fonds Michel Wittock, sous l'égide de la Fondation Roi Baudouin, fondation belge d'utilité publique. En 2015, la collection du Laboratoire (variante d'artiste) a été exposée à la Fondation Saint-John Perse, Cité du livre, Aix-en-Provence. Elle fait partie du fonds spécial Ensemble Chamchinov à la Bibliothèque littéraire Jacques-Doucet, Paris, tous les volumes du LLA "Format carré" se trouvent aussi à la Fondation Martin Bodmer (Cologny, Suisse). Le volume Jamais plus. Blanc/Noir est l'œuvre le plus connue de cette collection .

### Œuvres créées dans leLaboratoire du livre d'artiste

#### Série "Format carré"
- 2008 :
  - Drôle… Drôle… Drôle…, poème d’Anne Arc, xylographies par Serge Chamchinov, dessins d'enfant, 12 exemplaires différenciés[51]
  - Sur le Cadran, poème et collages d'Anne Arc, 12 variantes uniques
- 2009 :
  - La Forêt de Brocéliande, collages d'Anne Arc, extrait du texte de Chrétien de Troyes, Le Chevalier au Lion, 12 variantes uniques
  - Marcel Proust, linogravures sur le fond noir d'Anne Arc, 12 exemplaires
  - Neuf poèmes. Deux dessins, textes de Pierre Schroven, dessins à pastel par Serge Chamchinov, 12 exemplaires différenciés
  - La Chambre nuptiale, textes de Jean-Luc Wauthier, découpages sur papier par Serge Chamchinov, 12 variantes uniques
- 2010 :
  - Sept tonnerres, extraits de l'Apocalypse, peintures et linogravures par Serge Chamchinov, 12 exemplaires différenciés[52]
  - Métamorphoses du rire, poèmes de Paul Klee, dessins par Serge Chamchinov, 12 variantes uniques
  -  Les Démons, poème d'Alexandre Pouchkine, lettre de Marina Tsvétaeva, dessins au pastel par Serge Chamchinov, 12 variantes uniques
- 2011 :
  - Reconnaissance, poème visuel et dessins à la plume par Serge Chamchinov, 12 variantes uniques
  - Jamais plus. Blanc/Noir, 2 tomes , poème d'Edgar Allan Poe, traductions de Stéphane Mallarmé et de Charles Baudelaire, dessins de Serge Chamchinov, 12 exemplaires différenciés 
  - Jamais plus. Blanc/ Noir. Journal d'expérience, texte et dessins de Serge Chamchinov, préface par Anne Arc, 12 exemplaires différenciés
  - Système binaire, dessins de Serge Chamchinov, 2 variantes uniques
  - Opposition binaire, texte d'Anne Arc, collages de Max Marek, dessins de Serge Chamchinov, 12 exemplaires uniques
- 2012 :
  - Vers la Barque, poème d'Anne Arc, dessins de Hermann Rapp, textes et partition par Serge Chamchinov, 12 variantes uniques
  - Oiseaux de décembres, poèmes d'Yves Namur, découpages de Serge Chamchinov, 12 variantes uniques
  - Icare de la lune, dessins par Serge Chamchinov, 12 exemplaires uniques[53]
  - Franz Kafka... Das Schloss, texte de Franz Kafka, encres de Chines par Serge Chamchinov, 24 exemplaires uniques
- 2013 :
  - Fleuves impossible (sic), poème Le Bateau ivre d'Arthur Rimbaud, aquarelle et "composition concrète" par Serge Chamchinov, 12 variantes uniques
  - Symphonie du temps, poème Le Bateau ivre d'Arthur Rimbaud, traduction sur 25 langues par 25 poètes d'aujourd'hui, dessins par Serge Chamchinov, 12 variantes uniques
  - Dr Faustus, texte de Johann Wolfgang von Goethe, dessins de Serge Chamchinov, 12 exemplaires différenciés
  - Architectonique du Sphinx, texte et photogravures d'Anne Arc, 12 exemplaires différenciés
  - Le point ou La structure punctiforme, texte de Victor Hugo, découpages par Serge Chamchinov, 12 variantes uniques
  - Livre du professeur Fether, texte d'Edgar Allan Poe, encres de Chine de Serge Chamchinov, 12 exemplaires différenciés
  - Jardin d'attente précédé de Nul ne sait, textes de Philippe Mathy, "compositions concrètes" de Serge Chamchinov, 12 variantes uniques
- 2014 :
  - Le Vent, poème d'Émile Verhaeren, "compositions concrètes" par Serge Chamchinov, 12 variantes uniques[54],[55],[56],[57],[58],[59],[60],[61]

#### Sphinx Blanc
Le projet éditorial de Serge Chamchinov, avec le soutien des artistes et des poètes du groupe Sphinx Blanc compte plus de 25 titres.
- Je vourdais chanter l'escalier argenté (avec Barbara Beisinghoff et Anne Arc), 2012.
- Quinze traces à peine visibles (avec Yves Namur), 2012.
- La vigne tordue(avec Anne Arc, texte d'Ossip Mandelstam), 2014.
- El vaixell ebri/ Le Bateau ivre (avec Felip Costaglioli, texte d'Arthur Rimbaud), 2015.
- L'exil(livre d'Anne Arc avec le texte de Joyce Furic), 2016.
- La non-semaison/ Catarcis divine(dedié à Philippe Jaccottet), 2016.
- Les ombres fatidiques(avec le texte The Raven de E. A. Poe, traduction M. Rollinat), 2016.
- Poème de l'escalier(avec le texte de Marina Tsvétaeva, traduction par Anne Arc), 2016.
- Le retour (avec le poème de Vassili Kandinsky, traduction française et allemande par Anne Arc), 2016.
- J'ai vu et touché mes rêves d'enfance (avec le texte de Jan H. Myskin), 2016.
- Mane, Thecel, Phares (avec les textes de Werner Lambersy), 2016.
- Traité de la montagne (texte de l'artiste), 2016.
- Plume ad patres (texte d'Anne Arc), 2016.
- Paradis (texte de Charles Péguy), 2016.
- Speculum elementarius (texte de Pierre Ronsard), 2016.
- Les expulsions/ Herausschreiben (avec S. Blümfeld, L. Joseph, S. Rossmann, Ry Amschel), 2017.
- Retourn (avec le poème de Vassili Kandinsky, traduction anglaise de Vadim Lvovich), 2017.
- Un jour en feu (texte d'Arthur Rimbaud), 2017.
- Le Bateau extravagant (Le bateau ivre d'Arthur Rimbaud, traduction de 25 poètes), 2017.
- Ici. Le livre d'artiste (avec Pierre Schroven), 2018.
- Apologie? (texte de Clément Pansaers), 2018.
- Les cicatrices d'un tableau (à G.Courbet), 2018.
- Bach-noten (avec Martin Steiner), 2018.
- Dr. Hans im Schnokeloch (avec le texte de la chanson populaire), 2018.
- Soleil noir (avec le texte d'Antonin Artaud), 2019.
- Die welt von Seldwyla (texte et dessins d'Anne Arc), 2019.

#### Série "Fête des fous"
- 2010 :
  - Improvisation sur Lewis Carroll, extrait d'Alice au pays de merveille de Lewis Carroll, livre peint au pastel, exemplaire unique[62].
  - Paralipomènes d’Ubu / Salle Ubu, texte Les Paralipomènes d’Ubu d’Alfred Jarry, livre peint au crayon lithographique et au pastel, 12 variantes uniques[63], catalogue BLJD, Paris.
- 2013-2014 :
  - Trilogie 46 ? ou Plume ad patres; 64 Figures surgies de l’Ombre[64]; 46 ? ou Plomb ad patres, textes en hommage à Henri Michaux par Anne Arc, livres peints à l'aquarelle, à l'encre de Chine et au pastel, 4 variantes uniques
- 2015 :
  - Comédie de la soif / A. Rimbaud, poèmes d’Arthur Rimbaud Comédie de la soif, livre peint à l'aquarelle, 7 variantes différenciées
  - La Danse macabre, trois cahiers (Partition, Paroles, Farandole), poème d’Henri Cazalis Égalité-Fraternité, partition de Camille Saint-Saëns, livre peint à l'encre de Chine et au pastel, 3 variantes uniques[65],[66],[67]
  - Un Jour en feu, textes d’Arthur Rimbaud Une Saison en enfer, livre peint au pastel, 3 variantes uniques 
  - Un papillon sur la langue de Marcel Proust, poèmes en prose d'Yves Namur, livre-installation, collages, 11 variantes uniques

### Faustiana
En 2016, Serge Chamchinov a lancé le projet international "Faustiana", en collaboration avec Anne Arc et une vingtaine des artistes du groupe Sphinx Blanc: David Agostini, D.-I. Bokoutchava, Michel Dufour, Sverrir Engström, Yoshika Hashito, Ute Haug, Thomas Jean, Soren Jorgensen, Geoffrey Kent, Leanne Lamarre, R. Levi, Alfred van Mollet, Robert O. Montgomery, Vittorio Oziari, Judith Rackard, William Savina, Serge Schamschinoff, Aleksandrs Sietins, Eric Thaullow, Aato Toppelius, Zbynek Vaculik.
Pendant cinq ans, le groupe a créé l'ensemble de 24 volumes, au sein de la collection "Fête des fous". Le texte en allemand du premier volume de Faust (Faust. Der Tragödie Erster Teil) de Johann Wolfgang von Goethe y est utilisé. Chaque volume comporte une série de 6 à 10 dessins originaux de techniques et styles variés, ainsi qu'une improvisation graphique sur les partitions musicales des compositeurs des autres époques (Ch. Gounod, C. Kreutzer, F. Weigertner, A. Ravziwill, W. Frize, G. Panizza, F. List, L. Spohr, C.F. Zelter, C.T. Moritz, F. Schubert, K. von Seckendorff, B. Klein, J.C. Kienlen, C. Kreutzer, C. Loewe, R. Wagner, P. J. von Lindpaintner, G. Verdi, A. Boito, E. Lassen, P. Dessau).
Tous les 24 volumes sont consultables à la bibliothèque Anna-Amalia, à Weimar (Allemagne), collection Faust. Ils sont accompagnés par le livre d'artiste présenté sous forme de catalogue raisonné intitulé Künstlerbuch-Faustiana, Granville, éditions groupe Sphinx Blanc, 2021.
Exemple :
- Auerbachs Keller in Leipzig(Cave d’Auerbach à Leizig), texte de Johann Wolfgang von Goethe (extrait de Faust), livre peint au pastel, 13 variantes différenciées, 2014 Weimar.

## Colloques
- « Littérature et jazz », Académie royale de langue et de littérature françaises de Belgique, Bruxelles. Conférence du 04/11/2023: "Jazz métaphysique de Paul van Ostaijen et Livre d'artiste" (S. Chamchinov et A. Arc).
- « Séminaire général de critique génétique » (équipe "Autobiographie et Correspondances" de l'Institut des Textes et Manuscrits modernes), Ecole normale supérieure, Paris. Conférence du 26/03/2019: Vassili Kandinsky, lettres du peintre, Munich, 1900 (S. Chamchinov et A. Samson).
- « Génétiques des Arts plastiques, La Fabrique du titre XIX-XX-es siècles », Ecole normale supérieure, Paris. Conférence du 26/06/2008, « La naissance du titre pour un livre d’artiste « Animaux-valises »/ mots-valises » (S. Chamchinov). Journée d’étude du DHTA et de l’ITEM.

## Expositions
Serge Chamchinov expose ses œuvres plastiques depuis 2004, d'abord en Allemagne, ensuite en France et en Belgique. Ses livres d'artistes ont été présentés par plusieurs galeries et librairies spécialisées, comme par exemple :
- Galerie-librairie Le Manuscrit Français, Versailles, France (2023)[69]
- Galerie des éditions "La Lettre volée", Bruxelles, Belgique (2023)[70]
- Librairie "L'Encre bleue", Granville, France (2022)[71]
- Librairie Blaizot, Paris, France[72]
- Antiquariaat De Slegte (librairie), Anvers, Belgique[73],[74]
- Galerie Neuhauser Kunstmühle, Salzbourg, Autriche (2008)[75]
- Librairie du Cherche-Midi, Paris, France (2007)
- Librairie Les Arcades, Paris, France (2007)
- Galerie Keller, Paris, France (2006)[76]
- Galerie-librairie Minilibris, Berlin, Allemagne
- Antiquariat (librairie) Kassel & Lampe, Berlin, Allemagne
- Antiquariat (librairie) Knut Ahnert, Berlin, Allemagne (2005-2010)
- Librairie-galerie Espace Touzot, Paris, France (2004)
- Antiquariat Zwiebelfisch (librairie), Weimar, Allemagne (2003)
- Antiquariat an der Herderkirche (librairie), Weimar, Allemagne (2003, 2005)

### Participation aux salons
- Salon du livre d'artiste, Galerie Loubat, Sèvres, 2024
- Salon Editionale (livres d'artistes, livres-objets), Museum Ludwig Cologne, mars 2022, 2024
- La biennale de Livres d’artistes au Portage, Notre-Dame-du-Portage, Québec, 2018
- Zonser Buch-Biennale[77], Zons, 2016
- Salon du livre d'artiste Buch Kunst Weimar, Weimar, 2015
- Parma liberbook, Parme, avril 2013
- Salon international du livre (« Art square »), Paris, 2013
- Biennale internationale de la poésie à Liège, 2012
- Salon de l'édition créative et du livre d’artiste Les Édites à Roanne, Roanne, 2011
- Salon du livre d'artiste, Mérignac, 2010
- ILDE Artist Book Festival, Barcelone, 2010
- Foire internationale au livre d’exception, Albi[78], 2009, 2010, 2011
- Salon d’art classique et moderne Art (sur le stand de la galerie « Neuhauser Kunstmühle »), Karlsruhe, 2009-2010
- Foire internationale du livre (section du livre d’artiste), Frankfurt am Main, 2008
- Salon Buch-Druck-Kunst, Museum der Arbeit, Hambourg, 2007, 2011
- Minipressen-Messe[79], Mayence, 2007, 2009
- Salon de bibliophilie contemporaine Page(s)[80], Paris, depuis 2007
- Festival franco-anglais de poésie, Paris, 2007 [81]
- Biennale internationale des livres d'artistes Biblioparnasse, Dives-sur-Mer, 2007, 2009, 2011, 2013
- Foire du livre d’artistes, Château Klaffenbach, Chemnitz, 2006, 2007
- Salon de bibliophilie contemporaine Druksel[82], Gand, 2006
- Foire internationale de livres (section « buch+art »), Leipzig, 2005
- Marché de la poésie, place Saint-Sulpice, Paris, depuis 2004  + Session d'automne, 2010

### Participation à des expositions collectives
- Bibliothèque Mériadeck Bordeaux, 2024[83]
- Galerie Topographie de l'art, Paris, 2023[84].
- Museum Ephraim-Palais, Berlin, 2022[85]
- Musée Champollion - Écritures du monde, Figeac, France, 2021-2022[86], 2023[87]
- Bibliothèque patrimoniale Hendrik Conscience, Anvers, Belgique, 2021[88]
- Bibliothèque Louis Notari, Médiathèque de Monaco, 2019[89]
- Académie des Beaux-Arts, Bruges, Belgique, 2018[90]
- Musée Rimbaud, Charleville-Mézières, France, 2018 [91]
- Gutenberg-Museum (Musée mondial de l'Imprimerie), Mayence, Allemagne, 2017[92]
- Bibliothèque Carnegie, Reims, France, 2016[93]
- Musée d’art moderne Anacréon, Granville, France, 2016[94]
- Library Grolier Club, New York, États-Unis, 2016[95]
- Médiathèque Voyelle, Charleville-Mézières, 2015[96]
- Bibliothèque cantonale et universitaire de Lausanne, Suisse, 2016[97]
- Médiathèque Verlaine, Metz, France, 2014[98]
- Musée des Beaux-Arts, Cambrai, France, 2013[99]
- Musée des Lettres et Manuscrits, Paris, Bruxelles, 2012[100]
- Galerie Venezia Viva, Venise, Italie, 2010[101]
- Centre Bruno Coquatrix, Cabourg, France, 2009[102]
- La Maison des Artistes, Paris, France, 2007[103]
- Galerie Keller, Paris, France, 2006 [104]

### Expositions personnelles
- Médiathèque de Granville, France, novembre 2023[105]
- Museum Ludwig, Cologne, Allemagne, 2021[106],[107]
- Scriptorial d'Avranches, France, octobre 2020 - mars 2021[108]
- École Nationale Supérieure des Beaux-arts de Paris (ENSBA), France, novembre 2018[109]
- Pavillon Grappelli, Niort, France, 2016[110],[111]
- Maison littéraire Léon Losseau, Mons, Belgique, 2015[112], 2017[113]
- Fondation Saint-John Perse, Cité du livre, Aix-en-Provence, France, 2015[114],2023 [115]
- Musée des Arts du Livre et de la Reliure, Bruxelles, Belgique, 2014[116], 2016[117]
- Musée d’art moderne Anacréon (MamRA), Granville, France, 2014[118], 2015[119], 2016[120]
- Herzog-August-Bibliothek, cabinet des livres d’artistes, Wolfenbüttel, Allemagne, 2009[25]
- Galerie Apfelhaus, Berlin-Kaulsdorf, Allemagne, 2005[121]

### Performances artistiques
- 2022 : Destruction du livre d'artiste Lignes Anhydres : Invention des anticorps, en référence du Traité de la peinture de Léonard de Vinci, Musée du livre d'artiste, Granville[122]
- 2018 : Serge Chamchinov dessine la poésie intégrale de Paul Klee, Musée du livre d'artiste, Granville[123].
- 2016 : Agrippa d'Aubigné. Performance plastique, Pavillon Grappelli, Niort[124]
- 2015 : Saint-John Perse. Les Neiges, Cité du Livre, Aix-en-Provence[125]
- 2010 : Composition de la Salle Ubu (sur Alfred Jarry), Village d'Arts, Dives-sur-Mer[126]
- 2008 : Blaise Pascal: géométrie de l'esprit, Château de Caen[127]

### Publication sur l'artiste
- Selena Mattei (Italie), Serge Chamchinov : créer des récits artistiques à travers des livres (portrait d'artiste), Artmajeur Magazine, 2024[128]
- (en) Alice-Catherine Carls, Books in Perpetual Becoming, in: revue World Literature Today, University of Oklahoma, 2023, p. 50-53[129]
- Pierre Schroven, Serge Chamchinov refonde les critères du Livre d'artiste, in: revue Diérèse, no 83 (hiver 2021 - printemps 2022), p. 165-168
- Daniel Leuwers, Serge Chamchinov, Le livre d'artiste et sa constante réinvention, in: revue Art & métiers du livre, no 344, 2021, p. 40-49
- A. Samson, Les sentiers de recherche d'une clef graphique pour le Château de K, article critique in: revue Ligature, no 11, 2017 (rubrique  "Dossier")
- Marie Akar, La Danse macabre, in: revue Art & métiers du livre, no 317, 2016, p. 17
- (en) Paul van Capelleveen, "Laboratoire du livre d'artiste...", in: Artists & Others. The imaginative French book in the 21st century, Nijmegen, 2016, p. 89-93
- Anna Rykunova, Alfred Jarry, "Les Paralipomènes d'Ubu" (1896). Les gestes et les regards d'Ubu dans l'expérience artistique de Serge Chamchinov (2010), dans les Actes du Colloque international Alfred Jarry du manuscrit à la typographie, Université de Reims Champagne-Ardenne, 21-22 février 2014 (textes réunis par Henri Béhar et Julien Schuh), SAAJ & Du Lérot éditeur, 2014, p. 287-297 (ISSN 0750-9219)
- Otto Frank, "Réflexions à propos du livre d'artiste. Trois exemples de livres sur Marcel Proust", dans la Revue critique du livre d'artiste Ligature, no 5, juin 2014,p. 28-34 (ISSN 2270-0404)
- Anne Arc, Chamchinov au gouvernail du "Bateau ivre", article critique dans Bibliophile, no 111, 2014, p. 12-13  (ISSN 1622-2539)[130]
- "Laboratoire du livre d'artiste" (par Laëtitia Costes), dans le bulletin Graphê no 55, juillet 2013, p. 18-19  (ISSN 1168-3104)
- Pascal Fulacher, Six siècles de l’art du livre / De l’incunable au livre d’artiste, Citadelle & Mazenot, Musée des lettres et manuscrits, Paris, 2012, p. 286-287 (ISBN 9782850885433)
- Pascal Fulacher, Éditions Serge Chamchinov / Livres de création dans : Plume, Le magazine du patrimoine écrit, no 59, Paris, 2011, p. 80-83  (ISSN 1252-0675)[131]
- (de + en) Stefan Bartkowiak, Forum book art (Kompendium 2005/2006), Hambourg, 2006, p. 176-181  (ISBN 3935462042)[132]

### Ouvrages critiques de l'artiste
(ordre chronologique)
- S. Chamchinov, Henri Michaux: "Signes", "Gestes", "Mouvements" (écriture et peinture), ANRT, Lille, 2007  (ISBN 978-2729-572327)
  - "Les dessins et les manuscrits de Michaux" (actes de colloques ITEM, Paris, [en ligne])[133]
  - "Lectures de la peinture (Paul Klee, Vassili Kandinsky,Henri Michaux)" dans les Actes du colloques franco-russe De l'histoire de l'art à l'histoire littéraire, 2006  (ISBN 5-94282-341-3)[134]
  - "Le livre d'artiste : phénomène d'expérience plastique, poétique et typographique" dans L'Esthétique du livre (dir. Alain Milon et Marc Perelman), Presses universitaires de Paris-Ouest, 2010  (ISBN 978-2-84016-052-6)
  - "La naissance du titre d’un livre d’artiste Fossiles-Animaux-Valises", dans La Fabrique du titre (collectif), CNRS Éditions, Paris, 2012  (ISBN 978-2-271-07458-4)[135]
  - "Le corporel et l'incorporel chez Henri Michaux", dans Le livre au corps(collectif, recueil des articles), Presses universitaires de Paris-Ouest, 2012  (ISBN 978-2-84016-127-1)
  - La Typographie analytique ou les Temps du livre d'artiste, collection "Symposium", éditions LLA, Paris, Granville, 2013  (ISBN 979-10-91274-26-5)[136]
- (en ligne) S. Chamchinov et A. Samson, "Les Dessins trans-conscients de Stéphane Mallarmé par Ernest Fraenkel : une méthode originale", in Continents manuscrits, 2022[137]
- S. Chamchinov et A. Samson, "Le livre d'artiste au-delà de l'illustration", in A la lettre (ouvrage publié à l'occasion de l'exposition A la lettre. Une histoire de l'illustration, Musée Champollion, Figeac, 2023, p. 60–67.
- (en ligne) S. Chamchinov et A. Arc (co-auteurs), A propos du Manifeste du livre d'artiste, in revue Appareil, 2024, n°28[138].

### Publications de l'artiste dans la revueLigature[139]
- Note du typographe (conception typographique et visualisation typographique du poème inédit de René Pons Exil, entretien avec l’artiste par Siegfried Sonner). Ligature, no 1, juin 2012.
- Collection des livres d’artiste « Regards » (2008-2012) (texte de présentation). Ligature, no 1, juin 2012.
- Jamais plus. Blanc/Noir (conception du livre d'artiste, texte de conférence, Paris, INHA, 2012). Ligature, no 2, novembre 2012.
- 1er Manifeste du mouvement Sphinx Blanc (1er Manifeste du Livre d'Artiste), (texte avec Anne Arc). Ligature, no 3, juin 2013.
- Esthétique expérimentale des livres d’Henri Michaux (bibliographie analytique). Ligature, no 4, novembre 2013.
- Conception de l’exposition Des livres d’artistes & Marcel Proust (Cabourg, 2009).Ligature, no 5, juin 2014.
- Livre unique. Vers la genèse ultérieure (entretient avec l’artiste par J.-P.Hastaire. Ligature, no 6, novembre 2014.
- Ligature n°7. Ligne éditoriale (préface). Ligature, no 7, juin 2015.
- Synopsis de Ligature n°8.Ligature, numéro spécial, novembre 2015.
- Synopsis de Ligature n° spécial (Biblioparnasse). Ligature, numéro spécial, novembre 2015.
- Et si le Kafka n’était pas mort, pièce de théâtre, extrait du livre d’artiste Reconnaissance (LLA, 2011). Ligature, no 11, juin 2017.
- Kandinsky avant Kandinsky ou la Correspondance pédagogique au croisement du langage verbal et graphique (article critique avec A. Samson). Ligature, no 13, avril 2018.
- Trouver un titre pour le livre d’artiste. "Fossiles-Animaux-Valises"(conférence au colloque La fabrique du titre, Paris, ITEM, 2008). Ligature, no 14, juin 2018.
- Huit textes poétiques pour le livre d’artiste Esse Zo[h]omo (LLA, 2015). Ligature, no 14, juin 2018.
- Genèse ultérieure (résumé pour le colloque Les Architectoniques du Livres d’artiste). Ligatureno 15, novembre 2018.
- Le Manifeste du Livre d’artiste (co-auteur Anne Arc, 2-e rédaction, 2018). Ligatureno 15, novembre 2018.
- Définition du livre d’artiste (co-auteur Anna Samson), texte en quatre langues (français, allemand, anglais et russe), Ligature. no 16, juin 2019.
- Le livre d’artiste (sic) (article critique sur le thème de la photographie dans le livre d’artiste). Ligature, no 18, juin 2020.
- Vivre dans la ville fautive ou Le nouveau fantomisme (poème, improvisation sur les motifs de la chanson Living In A Ghost Town de The Rolling Stones). Ligature, no 18, juin 2020.
- La méthode de Fraenkel, article critique sur le livre d’E. Fraenkel, Les dessins trans-conscients de Stéphane Mallarmé (1960). Ligature, no 19, novembre 2020.
- La peur bleue ou l’art et le pouvoir. Qu’est-ce que le livre d’artiste, le livre par défaut ou l’acte de résistance ? (essai critique). Ligature, no 19, novembre 2020.
- Scénario grotesque pour la fin du Château de F. Kafka. Ligature, no 19, novembre 2020.
- Candide de Klee (texte analytique avec A. Samson sur la genèse du livre Kandide oder Die beste Welt 1920). Ligature, numéro spécial Paul Klee, 2020.
- "Le Manifeste du livre d’artiste" : une approche conceptuelle (texte rédigé avec Anna Samson). Ligature, , no 25, 2023.

### Catalogues raisonnés des œuvres de l'artiste
- Compendium (catalogue raisonné 1989-...), collection Le plus petit Musée du livre, Dives-sur-mer, 2010  (ISBN 978-2-9528504-9-0), réédition Granville, 2012  (ISBN 979-10-91274-04-3)[140]
- Serge Chamchinov. Laboratoire du livre d'artiste, catalogue d'exposition à la Bibliotheca Wittockiana, 2013  (ISBN 979-10-91274-28-9)
- Collection LLA. Laboratoire du livre d'artiste. Format carré, catalogue raisonné, (années 2008-2014), 25 ill., 30 × 30 cm, éditions LAAC, Granville, 2014  (ISBN 979-10-91274-36-4)[141].
- Chamchinov (exposition), édition de la bibliothèque universitaire de l'université Paris-8, Vincennes-Saint-Denis, 2016, 40 p.  (ISBN 979-10-91274-79-1)
- Artists & Others. The imaginative French book in the 21st century (Koopman Collection, National Lybrary of the Netherlands, Nijmegen, 2016, p. 91-93  (ISBN 978-94-6004-268-3)
- Absolument moderne. Le XXI-e siècle sur le Bateau ivre (catalogue d'exposition), Gutenberg-Museum, Mainz, 2017, p. 79-82, 121-124  (ISBN 978-3-9810523-8-1)[142]
- Serge Chamchinov dessine la poésie intégrale de Paul Klee (catalogue d'exposition: 02.02-20.02.2018), Musée du livre d'artiste, Monaco du Nord, 2018.
- Jazz-DaDa, catalogue d'exposition des oeuvres de Anne Arc et Serge Chamchinov, Fondation Saint-John Perse, Aix-en-Provenece, 2023.
- Présentation dans le catalogue d’exposition collective Livres uniks cinq, galerie Topographie de l’art, Paris : éditions La Manufacture de l’image, 2023, p. 20 et p. 63.